# 福島県道306号大沢広表線
福島県道306号大沢広表線（ふくしまけんどう306ごう おおさわひろおもてせん）は、福島県福島市内を通る一般県道。

## 路線概要
- 起点：福島市立子山字大沢
- 終点：福島市飯野町青木字広表
- 総延長：5.190km[1]
  - 実延長：4.009km
- 路線認定年月日：1959年8月31日[2]

福島市南東部の立子山地区を阿武隈川右岸沿いに南下し、同市飯野町青木へ至る路線であり、全線片側1車線で整備されている。途中接続する福島市道金沢立子山線上蓬萊橋を介して福島県立医科大学や蓬莱地区、国道4号福島南バイパスと立子山、飯野地域を結ぶ役割を持っている。

### 重用区間
- 国道114号（福島市立子山字大沢（起点） - 福島市立子山字甚念坊）
- 福島県道51号霊山松川線（福島市立子山字小袋内 - 福島市飯野町青木字広表（終点））

### 道路施設
小畑橋
- 全長：32.8m
- 幅員：6.0（10.0）m
- 形式：PC単純コンポスラブ橋
- 竣工：2002年度

福島市立子山字一種代から字板敷・字駒ヶ淵に跨り、東北電力蓬莱発電所の導水管を渡る。橋上は上下対向2車線で供用され、下り線側に幅員2.5mの歩道が設置されている。勾配のある曲線橋のため、縦断、横断勾配ともに変化があることからコンポスラブ橋が採用された。総工費は1億700万円。

## 通過する自治体
- 福島県
  - 福島市

## 接続・交差する道路
- 国道114号（福島市立子山字甚念坊）
- 福島県道51号霊山松川線（福島市立子山字小袋内）
- 福島県道40号飯野三春石川線（福島市飯野町青木字広表 終点）

## 沿線
- 福島市立子山自然の家